# Colonia Fiscal
Colonia Fiscal es una localidad argentina, ubicada en el centro sur de la provincia de San Juan, al noreste del departamento Sarmiento, del cual forma parte como uno de los distritos. Se trata de una localidad rodeada por un paisaje agrícola, destacándose las plantaciones de vid, frutales y hortalizas, siendo la principal actividad económica.

## Geografía
Este se encuentra ubicado en el centro sur de la Provincia de San Juan, dentro del Valle del Tulúm, en la parte noreste del Departamento Sarmiento. Sus límites son
- Al norte con el Departamento Pocito
- Al sur con la localidad de Media Agua
- Al este con el distrito de Punta del Médano
- AL oeste con el distrito de Cañada Honda

El distrito se divide en: Colonia Fiscal Norte, Colonia Fiscal Centro y Colonia Fiscal Sur, con un solo punto de concentración de población donde se localizan algunos barrios, una iglesia y un centro de salud. Mientras que en el área circundante de observa una espacio cultivado con población dispersa muy escasa.
Este distrito se encuentra emplazado en una planicie aluvial, causa por la cual en época estival sufre inundaciones en la zona oeste, afectando gravemente con la destrucción de áreas cultivadas y pérdida de viviendas.

### Clima
Posee un clima de temperaturas altas en verano que superan los 40 °C y bajo cero en invierno. En tiempo de verano es común la caída de granizo y lluvias torrenciales que ocasionan considerables crecidas que afectan las plantaciones de sandía y melón en el período de diciembre a marzo.
- Coordenadas

31°54′07″S 68°28′12″O / -31.90194, -68.47000

### Sismicidad
La sismicidad del área de Cuyo (centro oeste de Argentina) es frecuente y de intensidad baja, y un silencio sísmico de terremotos medios a graves cada 20 años en distintas áreas aleatorias.

### Terremoto de Caucete 1977
El 23 de noviembre de 1977, la región fue asolada por un terremoto y que dejó como saldo lamentable algunas víctimas, y un porcentaje importante de daños materiales en edificaciones.
El Día de la Defensa Civil fue asignado por un decreto recordando el sismo que destruyó la ciudad de Caucete el 23 de noviembre de 1977, con más de 40.000 víctimas sin hogar. No quedaron registros de fallas en tierra, y lo más notable efecto del terremoto fue la extensa área de licuefacción (posiblemente miles de km²).
El efecto más dramático de la licuefacción se observó en la ciudad, a 70 km del epicentro: se vieron grandes cantidades de arena en las fisuras de hasta 1 m de ancho y más de 2 m de profundidad. En algunas de las casas sobre esas fisuras, el terreno quedó cubierto de más de 1 dm de arena.

#### Sismo de 1861
Aunque dicha actividad geológica ocurre desde épocas prehistóricas, el terremoto del 20 de marzo de 1861 señaló un hito importante dentro de la historia de eventos sísmicos argentinos ya que fue el más fuerte registrado y documentado en el país. A partir del mismo la política de los sucesivos gobiernos mendocinos y municipales han ido extremando cuidados y restringiendo los códigos de construcción. Pero solo con el terremoto de San Juan de 1944 del 15 de enero de 1944 (81 años) el gobierno sanjuanino tomó estado de la enorme gravedad sísmica de la región.

## Economía
Este distrito es netamente dedicado a la agricultura como al cultivo de la vid, con plantaciones de melón, sandía y tomates. 

## Transporte
Se accede al distrito por la ruta nacional 40 y por la ruta provincial 295, para luego dirigirse por su arteria principal, calle Mendoza, denominada, "calle Mendoza vieja", en forma popular por los habitantes de lugar.
Esta calle fue en tiempos pasados la única vía de comunicación entre las ciudades de Mendoza y San Juan, lo que hacia de este distrito un punto de paso por muchos viajeros, permitiéndole al mismo un importante desarrollo, sin embargo la construcción con un nuevo trazado de una ruta al que se le puso "Ruta Nacional 40", ocasionó el aislamiento de Colonia Fiscal, poniéndola fuera del desarrollo, ocasionando el despoblamiento y el deterioro de sus actuales vías de acceso.
Actualmente las condiciones de acceso a la Colonia Fiscal Norte, mejoraron notablemente ya que se puede acceder a la misma por medio de dos arterias, Fray Justo Santa María de Oro (Este-Oeste) y Salvador María Del Carril (sur-Norte), las cuales son de capa asfálticas y facilitan el acceso directo desde la Villa Cabecera de Media Agua hasta el centro de la misma, extendiéndolo hasta las calles internas de los barrios ubicados en la zona centro. Aún queda pendiente la pavimentación de calle "Mendoza" (Norte-Sur) y "La Ripiera" (Este-Oeste) arteria que debe su denominación a su enripiado y permite la unión directa de la anterior con la Ruta Nacional N° 40.
En cuanto al transporte público de pasajeros, se encuentra prestando el servicio una empresa de carácter privado, llamada "Nuevo Sur" la cual realiza un recorrido que la une con Media Agua, San Juan y Aberastain a través de la Línea 262 (San Juan). La misma posee una frecuencia muy distanciada, 5 horas, debido al mal estado que presentan su principal vía de acceso "Calle Mendoza". El recorrido distanciado de los colectivos le resta la posibilidad de acceso y desarrollo de los habitantes, en el área laboral y educativa ya que las Universidades de Gestión Pública y Privada se encuentran a más de 50 kilómetros, en la Capital de la provincia.

## Población
Cuenta con 589 habitantes (Indec, 2001), lo que representa un incremento del 45% frente a los 406 habitantes (Indec, 1991) del censo anterior.
Su población se ubica por mayoría al norte del distrito, donde se encuentran tres barrios. En el centro del distrito se encuentra un predio de espacimiento una plaza pública en y dentro de la misma en el costado Noroeste funciona un Centro Asistencial Público de Salud (CAPS) reconocido como "puesto sanitario", en el costado Suroeste una Capilla religiosa. Sobre el costado Este se ubican juegos de esparcimiento de más de cuarenta años motivo por el cual en diciembre de 2021, se llevan a cabo un plan de remodelaciones. También cuenta con  una unión vecinal con sede en la Planta de Agua Potabilizadora "Domingo Faustino Sarmiento" que se encuentra en predio aparte al costado sur de la Capilla de Santa Bárbara.
Barrios
- Barrio Colonia Fiscal
- Barrio Cerro Valdivia
- Barrio Evita
- Barrio Solidaridad
- Lote Hogar

Escuelas
- Esc. Juan Eugenio Serú
- Esc. 20 de Junio
- Escuela Técnica de Capacitación Laboral N° 21 (con sede en la escuela Juan Eugenio Serú)

## Fiesta de la Primavera
Todos los años, al llegar el mes de septiembre este pequeño poblado del sur sanjuanino festeja la llegada de la primavera con fiesta, donde hay desfile de carruajes, estos mismos luego compiten y el ganador recibe una suma de dinero, y son realizados por los propios vecinos. También hay elección de reina y una reina infantil.
El evento dura tres días. Inicia con la presentación de la reina, luego el 1.º desfile de las carrozas, al día siguiente se repite el desfile pero con la diferencia que al final se realiza la votación de las reinas y los carruajes. Esa misma noche del conteo de votos, por último se le da comienzo a la fiesta central donde hay ranchos típicos y baile con música variada.

## Fiesta de la Sandía
en el mes de febrero o  de marzo, generalmente se realiza esta fiesta en el distrito, promovida por el Club Sociedad Sportiva La Colonia, fue creada por la comisión de ese momento, bajo la presidencia del sr. Manuel Naveda y sus colaboradores Antonio Brizuela (hijo) y Jorge Daniel González. Esta fiesta cuenta cada año con una importante cantidad de artistas locales, provinciales y nacionales como por ejemplo en una oportunidad estuvo sobre el escenario mayor Luciano Pereyra en otra oportunidad  El Chaqueño Palavecino, también lo hicieron el negro Salvatierra, Los Del Suquía y Los Cantores del Alba. Los primeros locutores de esta fiesta fueron la Sra. Silvia del Carmen Cabrera y el Sr. José D'nuncio, quienes todavía año a año lo hacen. Año a año esta fiesta se va mejorando y ya tomó carácter de Fiesta Provincial de La Sandía.

## Fiesta del Trabajador
Una de las fiestas tradicionales del distrito que tiene carácter departamental es la "Fiesta del Día del Trabajador", que se celebra el 1 de mayo y tiene sede en el Club Sociedad Sportiva La Colonia; entre sus atractivos se encuentran espectáculos musicales, con la actuación estelar de reconocidos artistas de trayectoria nacional, de diversos ritmos entre ellos oportunamente Mercedes Sosa, Argentino Luna, Los Cantores del Alba, El Chaqueño Palavecino, Los Rancheros, Abel Pintos, entre otros. En el evento tienen lugar las diferentes expresiones artísticas de Ballet de Danzas Folclóricas Tradicionales, la participación de humoristas de reconocimiento nacional, la degustación de comidas típicas tradicionales, entre otros. La jornada dura todo el día comenzando en horario de mañana alrededor de las 09 hs y finaliza pasada la media noche, conforme a la normativa de espectáculos públicos.

## Fiesta de la Virgen Santa Bárbara
Otra fiesta tradicional de índole religiosa es la "Fiesta de la Virgen Santa Bárbara" patrona del distrito, la cual se celebra el 4 de diciembre cuando finaliza la novena en su nombre, dicha celebración se lleva a cabo en la plaza central ubicada en la manzana "B" del Barrio Cerro Valdivia al costado Norte de la Capilla donde se encuentra entronizada la Virgen. Previo a la misma se lleva a cabo el rezo de la Novena en su nombre finalizando con una procesión (peregrinaje por las calles aledañas de la capilla). Al finalizar la novena se celebra una misa con autoridades religiosas, departamentales y locales en la que se celebran sacramentos como Bautismos, Comuniones, Confirmaciones y en ocasiones Matrimonios.